# Havenne
Havenne est un village de la commune belge de Houyet situé en Région wallonne dans la province de Namur.

## Histoire
Havenne était une commune de la Première République française, du Premier Empire français, puis au royaume uni des Pays-Bas, réunie à la commune de Hour au milieu du XIXe siècle.